# Louis de Baré de Comogne
Louis Eugène Marie Joseph de Baré de Comogne (Yves-Gomezée, 14 juni 1852 - Winksele, 16 augustus 1899) was een Belgisch volksvertegenwoordiger en burgemeester.

## Biografie

### Familie
Burggraaf Louis de Baré was een telg uit het geslacht de Baré de Comogne en een zoon van burggraaf Victor de Baré (1820-1873), burgemeester van Saint-Germain, en barones Laure de Cartier d'Yves (1826-1902). Hij was een kleinzoon van burggraaf Hippolyte de Baré de Comogne, senator en gemeenteraadslid van Hoei, die in 1848 de titel van burggraaf verkreeg voor hemzelf en al zijn nakomelingen. Zijn andere grootvader was baron Louis de Cartier d'Yves, senator en burgemeester van Yves-Gomezée.
Hij trouwde in 1899 in Winksele met barones Renée Snoy et d'Oppuers (1861-1917), dochter van baron Idesbalde Snoy et d'Oppuers, provincieraadslid van Brabant, kleindochter van baron Auguste Goethals, minister van Oorlog, en zus van baron Thierry Snoy et d'Oppuers, senator en burgemeester van Ophain-Bois-Seigneur-Isaac. Ze kregen een dochter, Marie-Louise (1885-1909), die trouwde met graaf Guillaume de Lichtervelde (1882-1946), met afstammelingen tot heden.

### Loopbaan
De Baré de Comogne was gemeenteraadslid en burgemeester van Saint-Germain (1884-1895) en provincieraadslid van Namen (1882-1884).
In juni 1884 werd hij verkozen tot katholiek volksvertegenwoordiger voor het arrondissement Philippeville. Hij bleef dit mandaat uitoefenen tot in 1894.